# Tsjechisch Open 2014
Het Tsjechisch Open is een golfkampioenschap dat na twee jaar afwezigheid in 2014 opnieuw op de kalender van de Europese Tour staat. De laatste editie was in 2011 en werd gewonnen door Oliver Fisher. Met de Albatross Golf Resort, D+D REAL en Pilsner Urquell is nu een contract voor vijf jaar afgesloten. Het prijzengeld is één miljoen euro.
Er worden enkele bijzondere prijzen uitgeloofd. Wie op hole 1, een par 5, een albatros maakt, wint een reis om de wereld ter waarde van één miljoen Tsjechische kronen. Op alle korte holes is een hole-in-one prijs. Op hole 7 een horloge, op hole 13 een Hästens-bed en op hole 16 een Mercedes-Benz CLA 45 AMG.

## Verslag

### Ronde 1 en 2
Jamie Donaldson  had een prima start! Hij ging aan de leiding met 66 en bleef aan de leiding met 69. Na ronde 1 had hij drie slagen voorsprong op Mikael Lundberg, maar die zakte in de volgende ronde ver weg. Gregory Bourdy nam zijn tweede plaats in. De drie Nederlandse spelers kwalificeerden zich voor het weekend, de twee Belgen niet.

### Ronde 3
Bradley Dredge scoorde de laagste dagronde en ging aan de leiding. Hij verdrong Donaldson naar de tweede plaats.

### Ronde 4
Donaldson slaagde erin zijn eerste plaats te heroveren. Het was zijn 306de toernooi op de Europese Tour, zijn derde overwinning en, belangrijker nog, het verzekerde hem van een plaats in het Ryder Cup-team.
- Score

| Naam              | R2D | OWGR | Score R1 | Score R1 | Nr   | Score R2 | Score R2 | Totaal | Nr  | Score R3 | Score R3 | Totaal | Nr  | Score R4 | Score R4 | Totaal | Nr  |
| ----------------- | --- | ---- | -------- | -------- | ---- | -------- | -------- | ------ | --- | -------- | -------- | ------ | --- | -------- | -------- | ------ | --- |
| Jamie Donaldson   | 6   | 29   | 66       | -6       | 1    | 69       | -3       | -9     | 1   | 71       | -1       | -10    | T2  | 68       | -4       | -14    | 1   |
| Søren Kjeldsen    | 121 | 325  | 68       | -4       | T3   | 70       | -2       | -6     | T8  | 68       | -4       | -10    | T2  | 71       | -1       | -11    | T3  |
| Bradley Dredge    | 89  | 349  | 68       | -4       | T3   | 70       | -2       | -6     | T8  | 66       | -6       | -12    | 1   | 72       | par      | -12    | 2   |
| Grégory Bourdy    | 68  | 142  | 69       | -3       | T13  | 67       | -5       | -8     | 2   | 71       | -1       | -9     | 4   | 78       | +6       | -3     | T23 |
| Daan Huizing      | 141 | 238  | 69       | -3       | T13  | 74       | +2       | -1     | T51 | 70       | -2       | -3     | T32 | 72       | par      | -3     | T23 |
| Joost Luiten      | 17  | 47   | 70       | -2       | T22  | 71       | -1       | -3     | T29 | 73       | +1       | -2     | T43 | 73       | +1       | -1     | T52 |
| Tim Sluiter       | -   | 615  | 69       | -3       | T13  | 73       | +1       | -2     | T38 | 70       | -2       | -4     | T26 | 72       | par      | -4     | T19 |
| Thomas Pieters    | 76  | 250  | 72       | par      | T62  | 73       | +1       | +1     | MC  |          |          |        |     |          |          |        |     |
| Nicolas Colsaerts | 111 | 181  | 76       | +4       | T131 | 73       | +1       | +5     | MC  |          |          |        |     |          |          |        |     |

## Spelers
- Felipe Aguilar
- An Byeong-hun
- Fredrik Andersson Hed
- Phillip Archer
- Matthew Baldwin
- Gaganjeet Bhullar
- Lucas Bjerregaard
- Thomas Bjørn
- Richard Bland
- Grégory Bourdy
- Kristoffer Broberg
- Daniel Brooks
- Rafa Cabrera Bello
- François Calmels
- Jorge Campillo
- Alejandro Cañizares
- SSP Chowrasia
- Nicolas Colsaerts
- Jens Dantorp
- Rhys Davies
- Eduardo de la Riva
- Carlos Del Moral
- Robert-Jan Derksen
- Chris Doak
- Andrew Dodt
- Jack Doherty
- Jamie Donaldson
- Bradley Dredge
- David Drysdale
- Edouard Dubois
- Victor Dubuisson
- Simon Dyson
- Jamie Elson
- Nacho Elvira
- Ben Evans
- Richard Finch
- Oliver Fisher
- Ross Fisher
- Tommy Fleetwood
- Alastair Forsyth
- Mark Foster
- Dylan Frittelli
- Lorenzo Gagli
- Stephen Gallacher
- Adam Gee
- Ricardo González
- Tano Goya
- Richard Green
- Emiliano Grillo
- Mathias Grönberg
- John Hahn
- Anders Hansen
- Joachim B Hansen
- Søren Hansen
- Chris Hanson
- Andreas Hartø
- Tyrrell Hatton
- James Heath
- Scott Henry
- Berry Henson
- David Higgins
- Keith Horne
- David Horsey
- Daan Huizing
- Daniel Im
- Scott Jamieson
- Andrew Johnston
- Michael Jonzon
- Roope Kakko
- Alexandre Kaleka
- Shiv Kapur
- Rikard Karlberg
- Dodge Kemmer
- Lloyd Kennedy
- Simon Khan
- Kim Si-hwan
- James Kingston
- Søren Kjeldsen
- Jason Knutzon
- Mikko Korhonen
- Jbe' Kruger
- Maarten Lafeber
- Joakim Lagergren
- Paul Lawrie
- Peter Lawrie
- Craig Lee
- Tain Lee
- Niklas Lemke
- Thomas Levet
- Tom Lewis
- José-Filipe Lima
- Gary Lockerbie
- Shane Lowry
- Gareth Maybin
- Andrew McArthur
- Ruaidhri McGee
- Damien McGrane
- Jamie McLeary
- James Morrison
- Matthew Nixon
- Alex Norén
- Thomas Nørret
- Thorbjørn Olesen
- Wade Ormsby
- Adrian Otaegui
- Hennie Otto
- Chris Paisley
- Brinson Paolini
- John Parry
- Andrea Pavan
- Eddie Pepperell
- Kevin Phelan
- Thomas Pieters
- Bernd Ritthammer
- Victor Riu
- Robert Rock
- Adrien Saddier
- Ricardo Santos
- Zane Scotland
- Jeev Milkha Singh
- Joel Sjöholm
- Patrik Sjöland
- Lee Slattery
- Tim Sluiter
- Gary Stal
- Oscar Stark
- Duncan Stewart
- Brandon Stone
- Graeme Storm
- Andy Sullivan
- Simon Thornton
- Mark Tullo
- Peter Uihlein
- Tjaart van der Walt
- Simon Wakefield
- Sam Walker
- Anthony Wall
- Justin Walters
- Paul Waring
- Romain Wattel
- Steve Webster
- Peter Whiteford
- Bernd Wiesberger
- Danny Willett

Tsjechische PGA
- Petr Gal
- Ales Korinek
- Stanislav Matus
- Marek Novy
- Adam Rajmont
- Daniel Suchan

Amateurs
- Vitek Novak WAGR 437
- Petr Dedek

Petr Dedek (1992) komt uit Praag maar woont in Dubai, waar hij lid is van de Emirates Golf Club. Hij deed ook mee aan het Russisch Open 2014. Zijn coach is David Carter.

## Trivia
D+D REAL is sinds 2012 ook sponsor bij het Tsjechisch Challenge Open.
 South African Open Championship ·
 Alfred Dunhill Championship ·
 Nedbank Golf Challenge ·
 Hong Kong Open ·
 Nelson Mandela Championship ·
 Volvo Golf Champions ·
 Abu Dhabi Golf Championship ·
 Commercialbank Qatar Masters ·
 Dubai Desert Classic ·
 Joburg Open ·
 Africa Open ·
 WGC-Accenture Match Play Championship ·
 Tshwane Open ·
 WGC-Cadillac Championship ·
 Trophée Hassan II ·
 EurAsia Cup ·
 NH Collection Open ·
 The Masters ·
 Maybank Malaysian Open ·
 Volvo China Open ·
 The Championship at Laguna National ·
 Madeira Islands Open ·
 Open de España ·
 BMW PGA Championship ·
 Nordea Masters ·
 Lyoness Open ·
 US Open ·
 Iers Open ·
 BMW International Open ·
 Open de France ·
 Scottish Open ·
 The Open Championship ·
 M2M Russian Open ·
 WGC-Bridgestone Invitational ·
 US PGA Championship ·
 Made in Denmark ·
 D+D Real Czech Masters ·
 Italiaans Open ·
 European Masters ·
 KLM Open ·
 Wales Open ·
 Ryder Cup ·
 Alfred Dunhill Links Championship ·
 Portugal Masters ·
 Volvo World Match Play Championship ·
 Perth International ·
 BMW Masters ·
 WGC-HSBC Champions ·
 Turks Open ·
 Dubai World Championship